# 河俣村
河俣村（かわまたむら）は、かつて熊本県八代郡にあった村。

## 歴史
- 1889年（明治22年）4月1日 - 町村制の施行により、近世以来の河俣村が単独で自治体を形成。
- 1955年（昭和30年）2月1日 - 種山村と合併して、東陽村が発足。同日、河俣村廃止。

## 教育

### 小学校
- 河俣村立河俣小学校（2013年（平成25年）に他2校と統合して八代市立東陽小学校になる）
  - 坂より上分校（2010年（平成22年）に河俣小学校に統合）

### 中学校
- 河俣村立河俣中学校（1969年（昭和44年）に他1校と統合して八代市立東陽中学校(当時：東陽村立)になる）